# غريغ ويلد
غريغ ويلد (بالإنجليزية: Greg Weld)‏ هو سائق سيارة سباق ومهندس أمريكي، ولد في 4 مارس 1944 في كانساس سيتي في الولايات المتحدة، وتوفي في 4 أغسطس 2008 بسبب نوبة قلبية.